# Lista ssaków Izraela

Izrael

Oto lista gatunków ssaków zarejestrowanych w Izraelu. W Izraelu jest 97 gatunków ssaków, z których 1 jest krytycznie zagrożony, 4 zagrożone, 11 jest podatnych na zagrożenie, 3 zaś są bliskie zagrożenia. Poniższe skróty zostały użyte do oznaczenia statusu ochrony każdego gatunku wg IUCN.
| Skrót | Rozwinięcie          | Typ zagrożenia                                    |
| ----- | -------------------- | ------------------------------------------------- |
| EX    | wymarły              | gatunki wymarłe                                   |
| EW    | wymarły na wolności  | wymarłe w stanie dzikim                           |
| CR    | krytycznie zagrożone | najbardziej zagrożone gatunki                     |
| EN    | zagrożone            | wysokie ryzyko wymarcia w niedalekiej przyszłości |
| VU    | narażone             | mogą wymrzeć stosunkowo niedługo                  |
| NT    | bliskie zagrożenia   | gatunki bliskie zaliczenia do kategorii narażone  |
| LC    | najmniejszej troski  | gatunki pospolite, szeroko rozprzestrzenione      |
| DD    | brak danych          | trudne do określenia                              |

## Podgromada:żyworodne

### Podklasa:ssaki wyższe

#### Rząd:Hyracoidea(góralkowce)

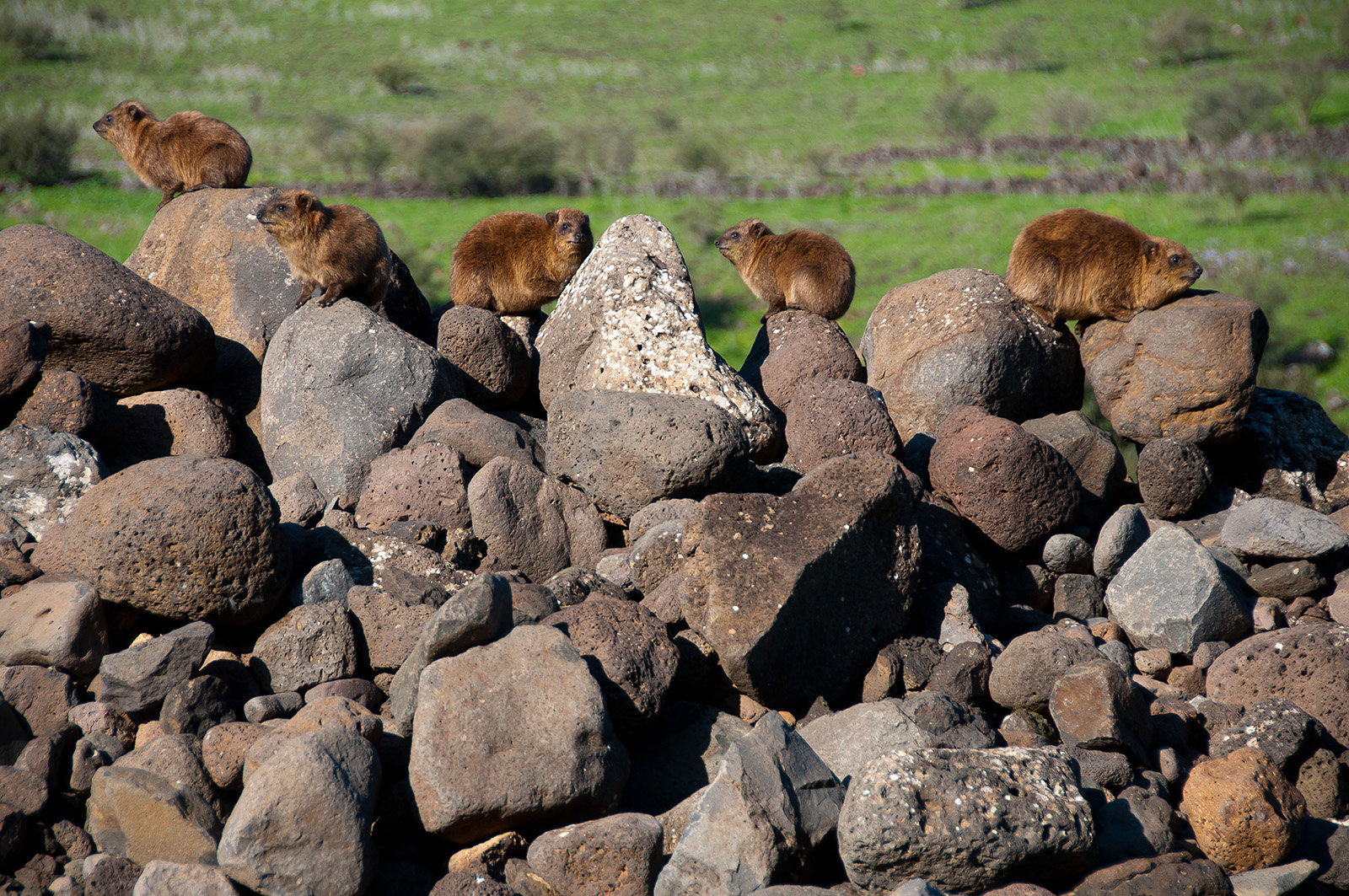
Góralki przylądkowe w Izraelu

Góralki to zwierzęta o gęstym futrze z bardzo krótkim niewielkim ogonem. Większość z nich jest wielkości kota domowego. Są roślinożerne, zjadają też owady i ich larwy.
- Rodzina: Procaviidae (góralkowce)
  -     - Rodzaj: Procavia
      - Góralek przylądkowy Procavia capensis LC

#### Rząd:Sirenia(manaty i diugoły)

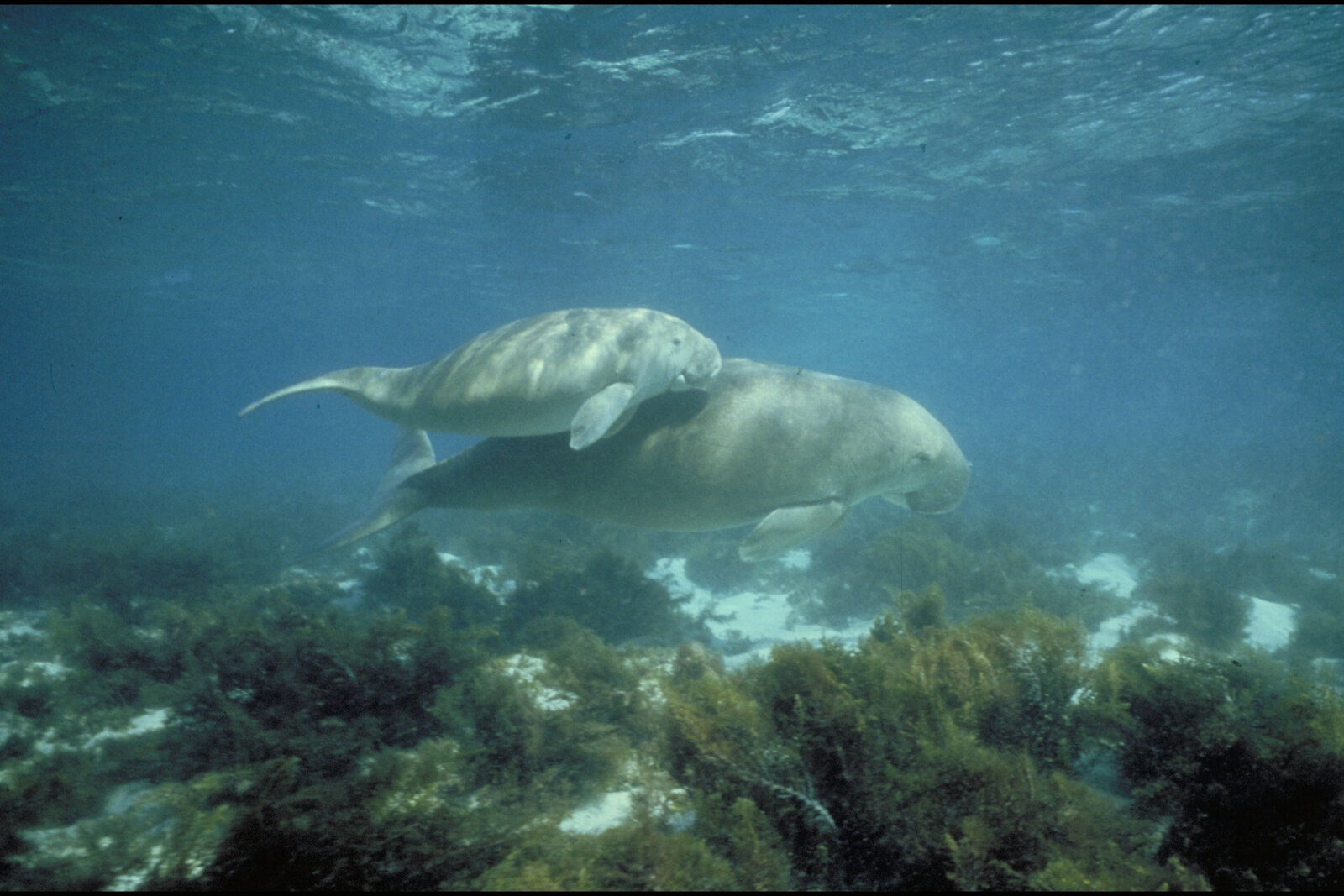
Diugoń

Sirenia to rząd wodnych roślinożernych ssaków, które zamieszkują rzeki, estuaria, przybrzeżne wody morskie, bagna i morskie obszary podmokłe. Wszystkie cztery gatunki są zagrożone.
- Rodzina: Dugongidae
  -     - Rodzaj: Diugoń
      - Diugoń Dugong dugon VU

#### Rząd:Rodentia(gryzonie)

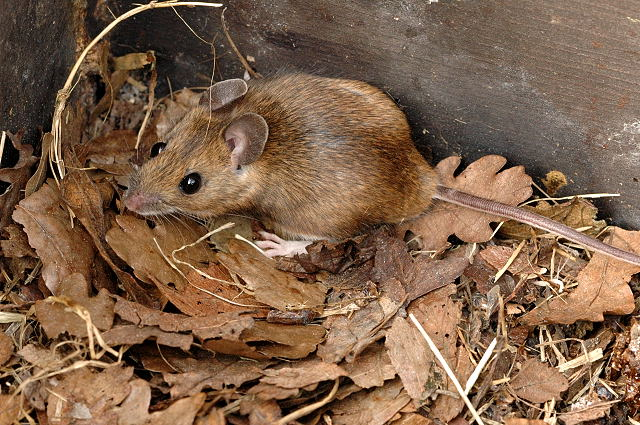
Mysz leśna

Gryzonie stanowią największą grupę ssaków, ponad 40% ich gatunków. Mają dwa siekacze w górnej i dolnej szczęce, które stale rosną i muszą być skracanie przez przeżuwanie. Większość gryzoni jest mała, chociaż kapibara może osiągnąć wagę do 45 kg.
- Podrząd: Hystricomorpha
  - Rodzina: Hystricidae (Jeżozwierze starego świata)
    -       - Rodzaj: Hystrix
        - Jeżozwierz indyjski Hystrix indica LC/DD
- Podrząd: Sciuromorpha
  - Rodzina: Sciuridae (wiewiórkowate)
    - Podrodzina: Sciurinae (wiewiórki)
      - Plemię: Sciurini
        - Rodzaj: Sciurus
          - Wiewiórka kaukaska Sciurus anomalus NT

    - Podrodzina: Xerinae (afrowiórki)
      - Plemię: Marmotini
        - Rodzaj: Spermophilus
          - Suseł anatolijski Spermophilus xanthoprymnus LC/DD

  - Rodzina: Gliridae (popielicowate)
    - Podrodzina: Leithiinae
      - Rodzaj: Dryomys
        - Koszatka leśna Dryomys nitedula NT

      - Rodzaj: Eliomys
        - Żołędnica azjatycka Eliomys melanurus LC

  - Rodzina: Dipodidae (skoczkowate)
    - Podrodzina: Dipodinae
      - Rodzaj: Jaculus
        - Podskoczek duży Jaculus orientalis LC

    - Podrodzina: Allactaginae
      - Rodzaj: Allactaga
        - Alaktaga długoucha Allactaga euphratica NT

  - Rodzina: Spalacidae
    - Podrodzina: Spalacinae (ślepce)
      - Rodzaj: Spalax
        - Ślepiec lewantyński Spalax ehrenbergi LC

  - Rodzina: Cricetidae
    - Podrodzina: Cricetinae
      - Rodzaj: Cricetulus
        - Chomiczak szary Cricetulus migratorius NT

      - Rodzaj: Mesocricetus
        - Chomiczek turecki Mesocricetus brandti LC/DD

    - Podrodzina: Arvicolinae
      - Rodzaj: Arvicola
        - Karczownik ziemnowodny Arvicola terrestris LC/DD

      - Rodzaj: Chionomys
        - Śnieżnik europejski Chionomys nivalis NT

      - Rodzaj: Microtus
        - Nornik lewantyński Microtus guentheri NT
        - Nornik perski Microtus irani LC/DD

  - Rodzina: Muridae (myszy, szczury, norniki, myszoskoczki, chomiki, itd.)
    - Podrodzina: Deomyinae
      - Rodzaj: Acomys
        - Kolcomysz skalna Acomys cahirinus LC
        - Kolcomysz złotawa Acomys russatus LC/DD

    - Podrodzina: Gerbillinae
      - Rodzaj: Gerbillus
        - Gerbillus allenbyi VU
        - Myszoskoczka wydmowa Gerbillus andersoni LC/DD
        - Myszoskocz arabski Gerbillus dasyurus LC/DD
        - Myszoskoczka mała Gerbillus gerbillus LC
        - Myszoskoczka karłowata Gerbillus henleyi LC
        - Myszoskoczka beludżystańska Gerbillus nanus LC

      - Rodzaj: Meriones
        - Suwak tłusty Meriones crassus LC
        - Suwak palestyński Meriones sacramenti EN
        - Suwak anatolijski Meriones tristrami LC/DD

      - Rodzaj: Psammomys
        - Piaskówka tłusta Psammomys obesus LC

      - Rodzaj: Sekeetamys (szczotkogon)
        - Szczotkogon skalny Sekeetamys calurus LC

    - Podrodzina: Murinae
      - Rodzaj: Apodemus (myszarka)
        - Myszarka leśna Apodemus arianus LC/DD
        - Myszarka leśna Apodemus flavicollis LC/DD
        - Myszarka stepowa Apodemus hermonensis EN
        - Myszarka skalna Apodemus mystacinus LC/DD

      - Rodzaj: Mus (mysz)
        - Mysz macedońska Mus macedonicus LC/DD

      - Rodzaj: Nesokia
        - Nesokia indyjska Nesokia indica LC

#### Rząd:Lagomorpha(zajęczaki)

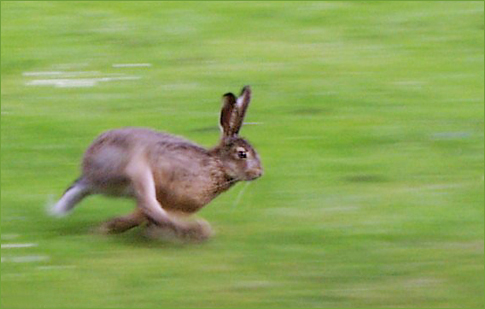
Zając szarak

Do rzędu należą dwie rodziny: Leporidae (zające i króliki) i Ochotonidae (szczekuszki). Chociaż mogą przypominać gryzonie, różnią się od nich wieloma cechami fizycznymi, takimi jak posiadanie czterech siekaczy w szczęce górnej, a nie dwóch.
- Rodzina: Leporidae (króliki, zające)
  - Rodzaj: Lepus
    - Zając płowy Lepus capensis LC/DD
    - Zając szarak Lepus europaeus LC/DD

#### Rząd:Erinaceomorpha(jeże)

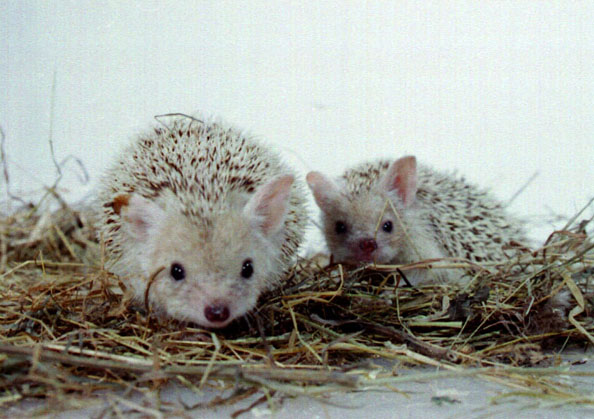
Stepojeż uszaty

Rząd jeżokształtnych zawiera jedną rodzinę, Erinaceidae, która obejmuje jeże i Galericinae. Jeże łatwo rozpoznać po ich kolcach, zaś ssaki z podrodziny Galericinae przypominają duże szczury.
- Rodzina: Erinaceidae (jeżowate)
  - Podrodzina: Erinaceinae (jeże)
    - Rodzaj: Erinaceus (jeż)
      - Jeż anatolijski Erinaceus concolor LC/DD

    - Rodzaj: Hemiechinus
      - Jeż etiopski Hemiechinus aethiopicus LC/DD
      - Stepojeż uszaty Hemiechinus auritus LC/DD

#### Rząd:Soricomorpha(ryjówki, krety i myszoryjki)

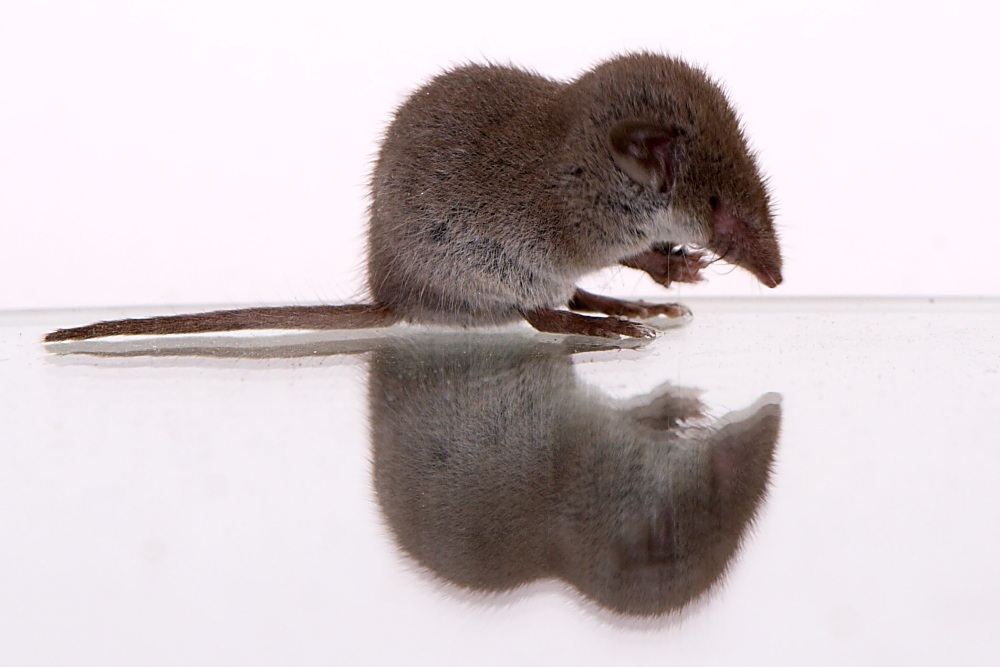
Zębiełek karliczek

Ryjówkokształtne są owadożernymi ssakami. Sorki i almikowate przypominają myszy, zaś kretowate są masywnymi kopaczami.
- Rodzina: Soricidae (ryjówkokształtne)
  - Podrodzina: Crocidurinae (zębiełki)
    - Rodzaj: Crocidura (zębiełek)
      - Zębiełek białawy Crocidura leucodon LC/DD
      - Zębiełek karliczek Crocidura suaveolens LC/DD

    - Rodzaj: Suncus
      - Ryjówek etruski Suncus etruscus LC/DD

#### Rząd:Chiroptera(nietoperze)
Nietoperze są jedynymi zdolnymi do aktywnego lotu ssakami, w przeważającej większości prowadzą nocny tryb życia. Do rzędu nietoperzy należą dwa podrzędy: rudawkokształtne i mroczkokształtne.

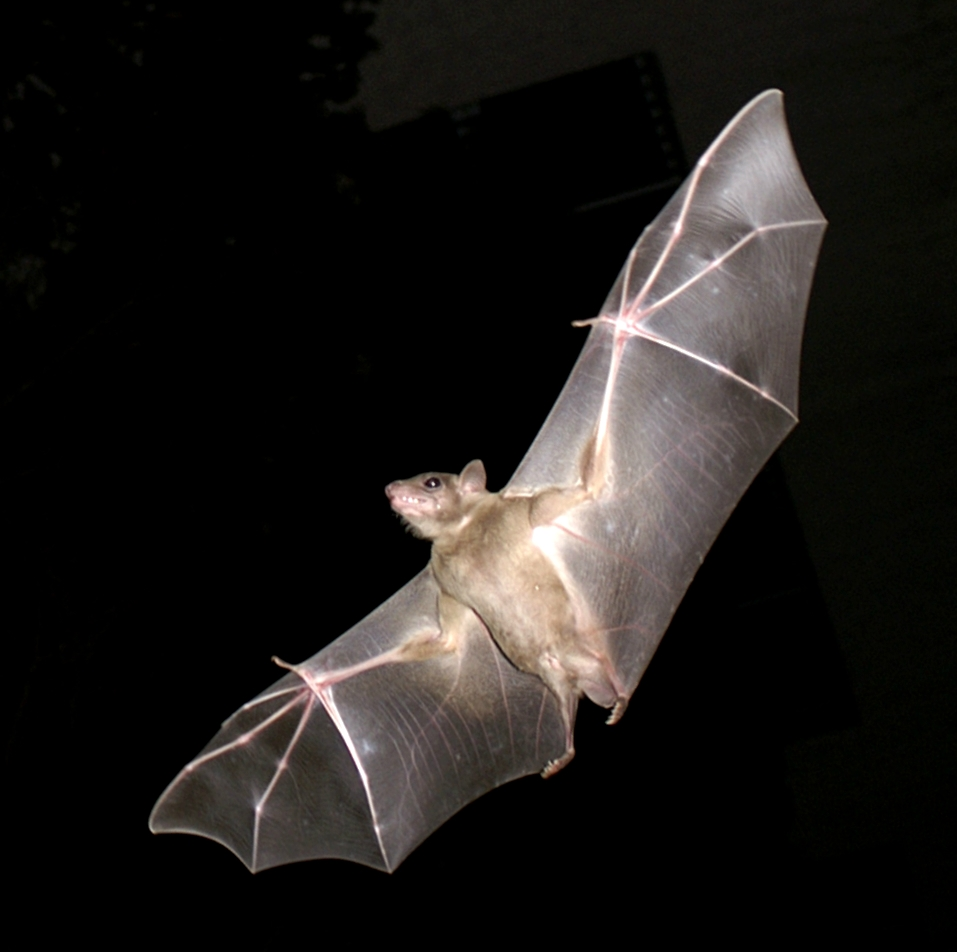
Rudawiec nilowy

- Rodzina: Pteropodidae (rudawkowate)
  - Podrodzina: Pteropodinae
    - Rodzaj: Rousettus (rudawiec)
      - Rudawiec nilowy Rousettus aegyptiacus LC
- Rodzina: Vespertilionidae
  - Podrodzina: Myotinae (nocki)
    - Rodzaj: Myotis (nocek)
      - Nocek wschodni Myotis blythii LC/DD
      - Nocek długopalcy Myotis capaccinii VU
      - Nocek orzęsiony Myotis emarginatus VU
      - Nocek duży Myotis myotis NT
      - Nocek Natterera Myotis nattereri LC/DD

  - Podrodzina: Vespertilioninae
    - Rodzaj: Eptesicus
      - Mroczek późny Eptesicus serotinus LC/DD

    - Rodzaj: Hypsugo (przymroczek)
      - Przymroczek pustynny Hypsugo ariel DD
      - Przymroczek arabski Hypsugo bodenheimeri NT
      - Przymroczek Saviego Hypsugo savii LC/DD

    - Rodzaj: Nyctalus (borowiec)
      - Borowiec wielki Nyctalus noctula LC/DD

    - Rodzaj: Pipistrellus (karlik)
      - Karlik średni Pipistrellus kuhlii LC
      - Karlik malutki Pipistrellus pipistrellus LC
      - Karlik sucholubny Pipistrellus rueppelli LC

    - Rodzaj: Plecotus (gacek)
      - Gacek szary Plecotus austriacus LC/DD

  - Podrodzina: Miniopterinae
    - Rodzaj: Miniopterus (podkasaniec)
      - Podkasaniec zwyczajny Miniopterus schreibersii LC
- Rodzina: Rhinopomatidae (brodawkonosowate)
  - Rodzaj: Rhinopoma (brodawkonos)
    - Brodawkonos mały Rhinopoma hardwickei LC
- Rodzina: Molossidae
  - Rodzaj: Tadarida (molosek)
    - Molosek europejski Tadarida teniotis LC/DD
- Rodzina: Emballonuridae (upiorowate)
  - Rodzaj: Taphozous (grobownik)
    - Grobownik gołobrzuchy Taphozous nudiventris LC
- Rodzina: Nycteridae
  - Rodzaj: Nycteris (bruzdonos)
    - Bruzdonos egipski Nycteris thebaica LC
- Rodzina: Rhinolophidae
  - Podrodzina: Rhinolophinae
    - Rodzaj: Rhinolophus (podkowiec)
      - Podkowiec południowy Rhinolophus blasii NT
      - Podkowiec pagórkowaty Rhinolophus clivosus LC
      - Podkowiec śródziemnomorski Rhinolophus euryale VU
      - Podkowiec duży Rhinolophus ferrumequinum NT
      - Podkowiec mały Rhinolophus hipposideros LC
      - Podkowiec średni Rhinolophus mehelyi VU

  - Podrodzina: Hipposiderinae
    - Rodzina: Asellia (grzebieniec)
      - Grzebieniec palmowy Asellia tridens LC

#### Rząd:Cetacea(walenie)

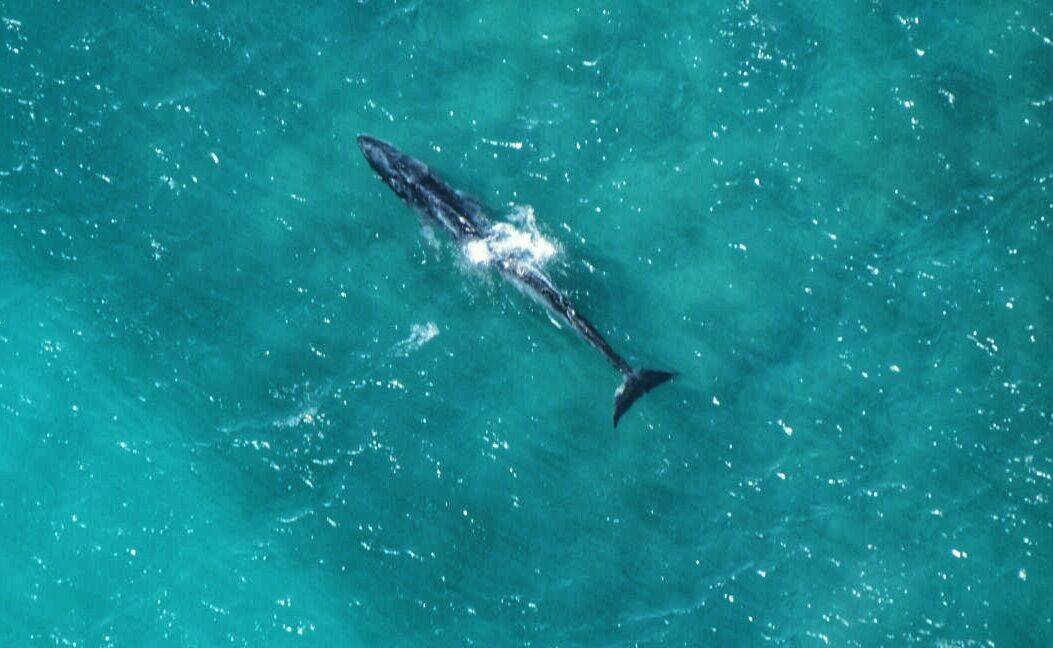
Płetwal zwyczajny

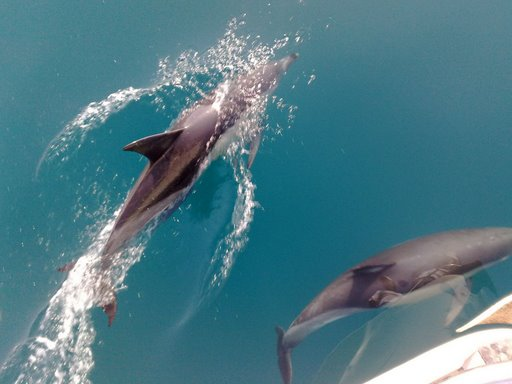
Delfin zwyczajny

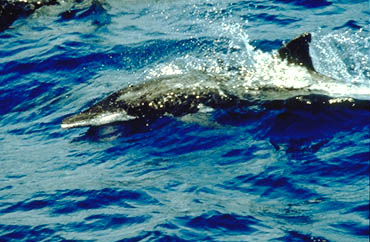
Steno długonosy

Rząd Cetacea obejmuje wieloryby, delfiny i morświny. Są to ssaki w pełni przystosowane do życia w wodzie.
- Podrząd: Mysticeti
  - Rodzina: Balaenopteridae
    - Rodzaj: Balaenoptera (płetwal)
      - Płetwal zwyczajny Balaenoptera physalus EN
        - Płetwal Bryde’a Balaenoptera edeni DD

      - Płetwal karłowaty Balaenoptera acutorostrata LC
- Podrodzina: Megapterinae
  - Rodzaj: Megaptera
    - Długopłetwiec oceaniczny Megaptera novaeangliae LC

  - Rodzina: Eschrichtiidae
    - Rodzaj: Eschrichtius
      - Północnoatlantycki pływacz szary Eschrichtius robustus EX (odnotowany w 2010)
- Podrząd: Odontoceti
  - Rodzina: Physeteridae
    - Rodzaj: Physeter
      - Kaszalot spermacetowy Physeter macrocephalus VU

  - Rodzina: Ziphidae (zyfiowate)
    - Rodzaj: Ziphius
      - Zyfia gęsiogłowa Ziphius cavirostris LC

    - Rodzaj: Mesoplodon
      - Dziobowal europejski Mesoplodon europaeus DD

  - Nadrodzina: Platanistoidea
    - Rodzina: Delphinidae (delfiny oceaniczne)
      - Rodzaj: Tursiops (butlonos)
        - Butlonos zwyczajny Tursiops truncatus LC

      - Rodzaj: Steno
        - Steno długonosy Steno bredanensis DD

      - Rodzaj: Stenella
        - Delfinek pręgoboki Stenella coeruleoalba DD

      - Rodzaj: Sousa (garbogrzbiet)
        - Garbogrzbiet chiński Sousa chinensis DD

      - Rodzaj: Delphinus (delfin)
        - Delfin zwyczajny Delphinus delphis LC

      - Rodzaj: Grampus
        - Risso szary Grampus griseus LC

      - Rodzaj: Orcinus (orka)
        - Orka oceaniczna Orcinus orca DD

      - Rodzaj: Pseudorca (szablogrzbiet)
        - Szablogrzbiet waleniożerny Pseudorca crassidens DD

      - Rodzaj: Globicephala
        - Grindwal długopłetwy Globicephala melas DD

#### Rząd:Carnivora(drapieżne)

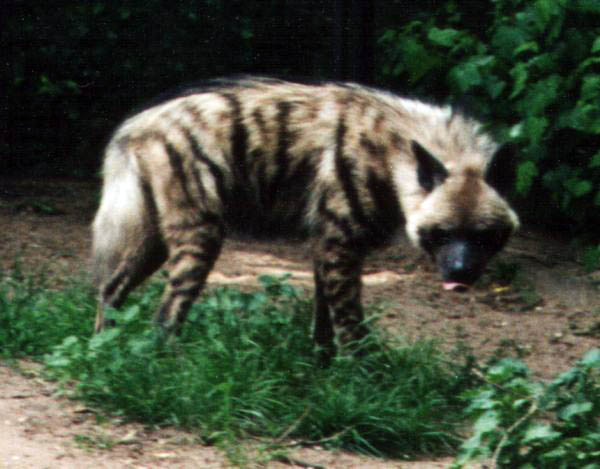
Hiena pręgowana

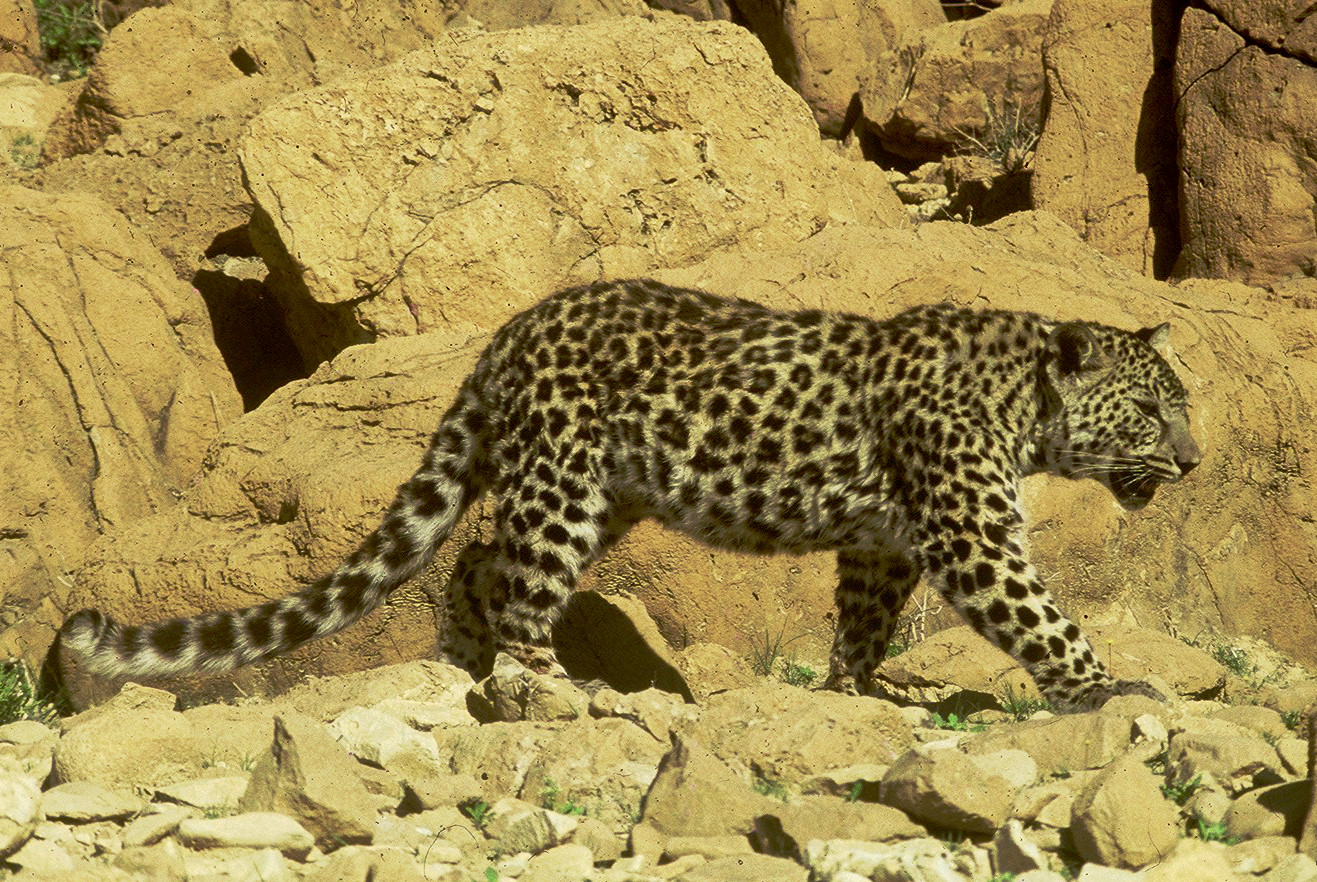
Lampart arabski

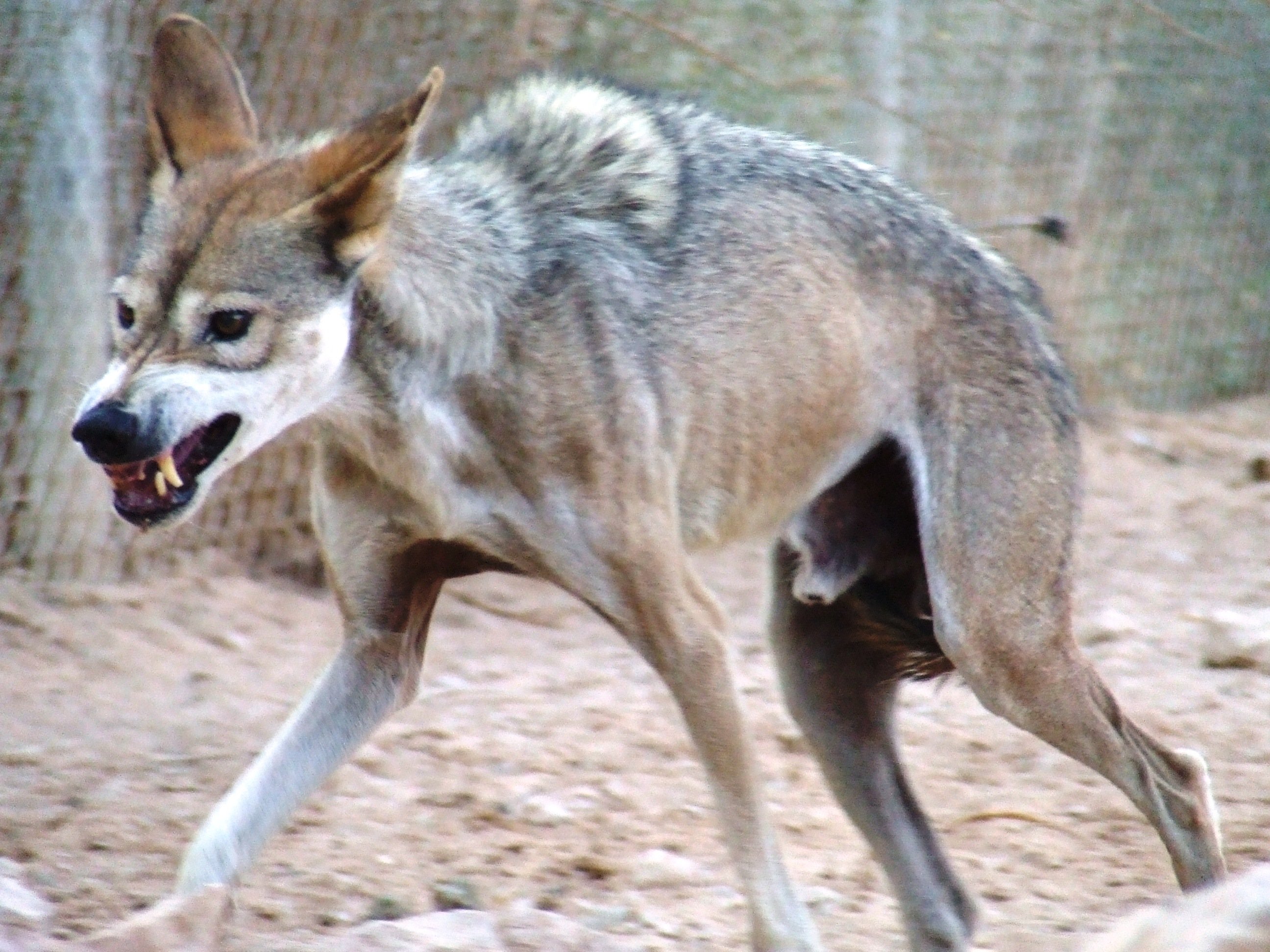
Wilk arabski

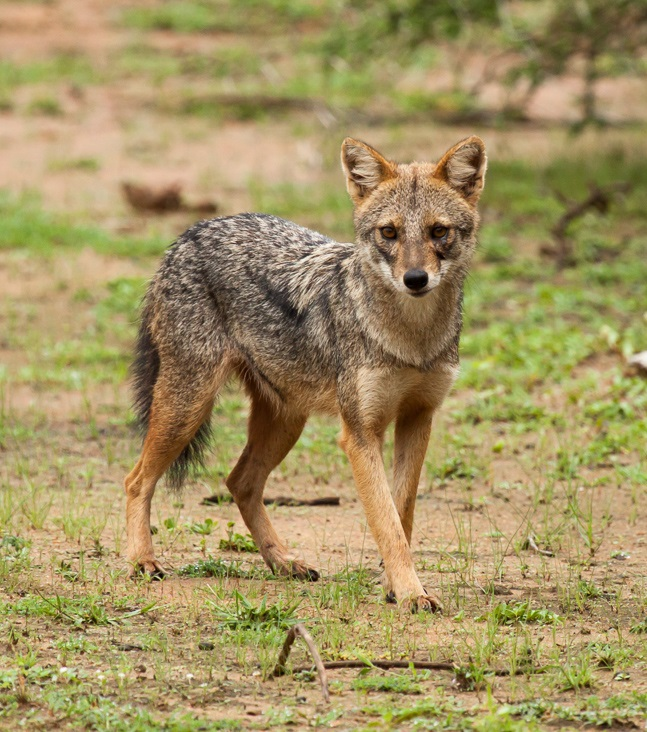
Szakal złocisty

Istnieje ponad 260 gatunków drapieżnych, z których większość żywi się głównie mięsem. Posiadają charakterystyczny kształt czaszki i uzębienie.
- Podrząd: Feliformia
  - Rodzina: Felidae (kotowate)
    - Podrodzina: Felinae (koty)
      - Rodzaj: Acinonyx
        - Gepard perski Acinonyx jubatus venaticus CR – regionalnie wytępiony

      - Rodzaj: Caracal
        - Karakal stepowy Caracal caracal LC

      - Rodzaj: Felis
        - Kot błotny Felis chaus LC
        - Kot pustynny Felis margarita harrisoni NT – uznany za terytorialnie wymarłego
        - Kot nubijski Felis lybica LC

    - Podrodzina: Pantherinae (pantery)
      - Rodzaj: Panthera (lampart)
        - Lampart arabski Panthera pardus nimr CR

  - Rodzina: Herpestidae (mangustowate)
    - Rodzaj: Herpestes
      -         - Mangusta egipska Herpestes ichneumon LR

  - Rodzina: Hyaenidae (hienowate)
    - Rodzaj: Hyaena (hiena)
      - Hiena pręgowana Hyaena hyaena LR
- Porząd: Caniformia (psokształtne)
  - Rodzina: Canidae (psy, lisy)
    - Rodzaj: Vulpes (lis)
      - Lis afgański Vulpes cana VU
      - Lis piaskowy Vulpes rueppelli DD
      - Lis rudy Vulpes vulpes LC
      - Fenek pustynny Vulpes zerda LC

    - Rodzaj: Canis (wilk)
      - Szakal złocisty Canis aureus syriacus LC
      - Wilk arabski Canis lupus arabs EN
      - Wilk perski Canis lupus pallipes VU

  - Rodzina: Ursidae (niedźwiedziowate)
    - Rodzaj: Ursus
      - Niedźwiedź syryjski Ursus arctos syriacus EX

  - Rodzina: Mustelidae (łasicowate)
    - Rodzaj: Mustela
      - Łasica pospolita Mustela nivalis LC/DD

    - Rodzaj: Vormela
      - Perewiaska marmurkowa Vormela peregusna LC/DD

    - Rodzaj: Martes
      - Kuna domowa Martes foina LC

    - Rodzaj: Mellivora (ratel)
      - Ratel miodożerny Mellivora capensis LC/DD

    - Rodzaj: Meles (borsuk)
      - Borsuk europejski Meles meles LC/DD

    - Rodzaj: Lutra (wydra)
      - Wydra europejska Lutra lutra VU

  - Rodzina: Phocidae (foki)
    - Rodzaj: Monachus
      - Mniszka śródziemnomorska Monachus monachus CR

#### Rząd:Perissodactyla(nieparzystokopytne)
Ssaki nieparzystokopytne są dużymi, a nawet bardzo dużymi zwierzętami. Mają prosty żołądek i długie jelito ślepe, w którym występuje flora, umożliwiająca trawienie błonnika. Współcześnie reprezentowane jedynie przez koniowate, tapiry i nosorożce.
- Rodzina: Equidae (konie itp.)
  - Rodzaj: Equus
    - Podgatunek: Kułan syryjski Equus hemionus hemippus EX

#### Rząd:Artiodactyla(parzystokopytne)

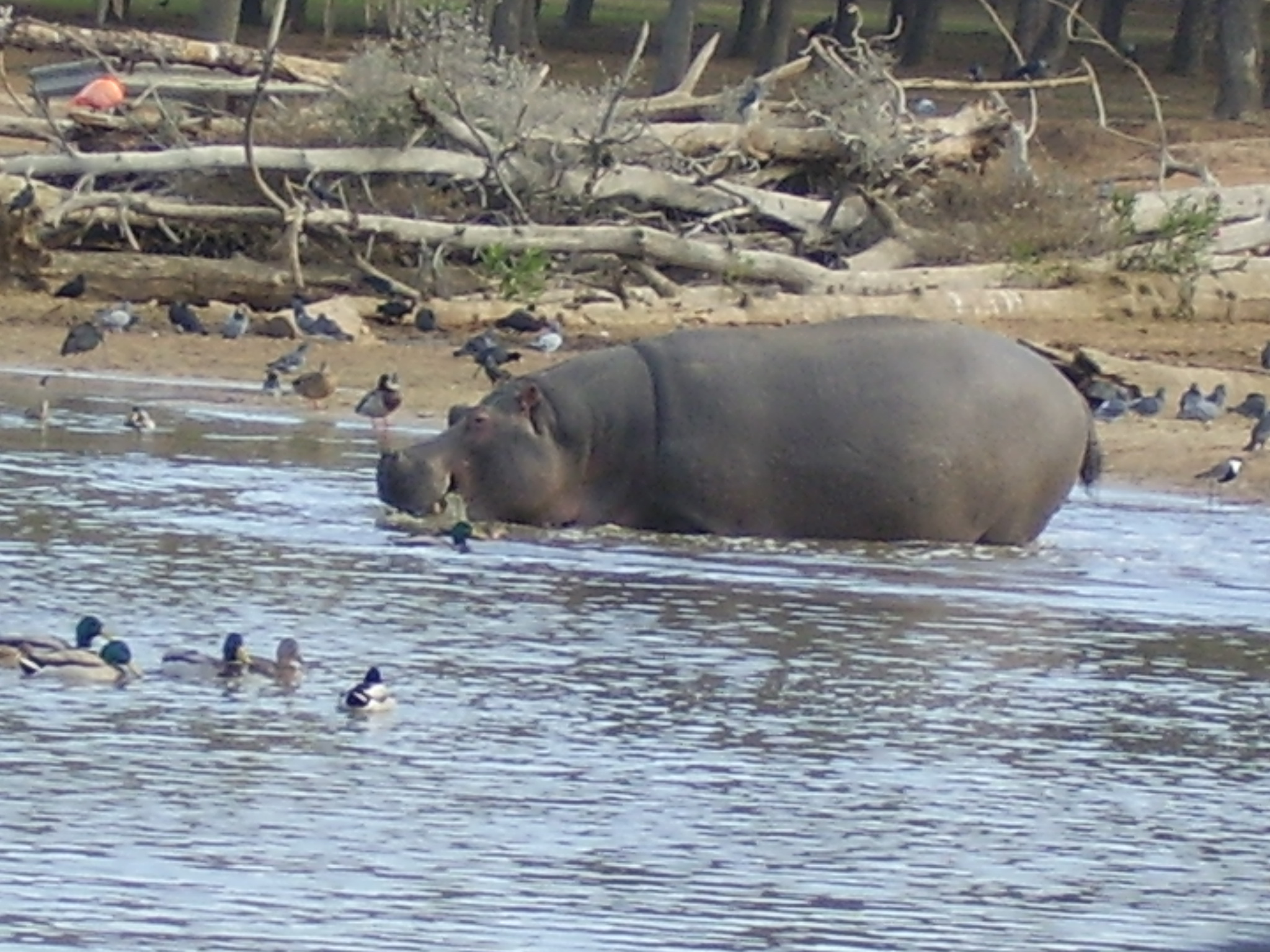
Hipopotam nilowy

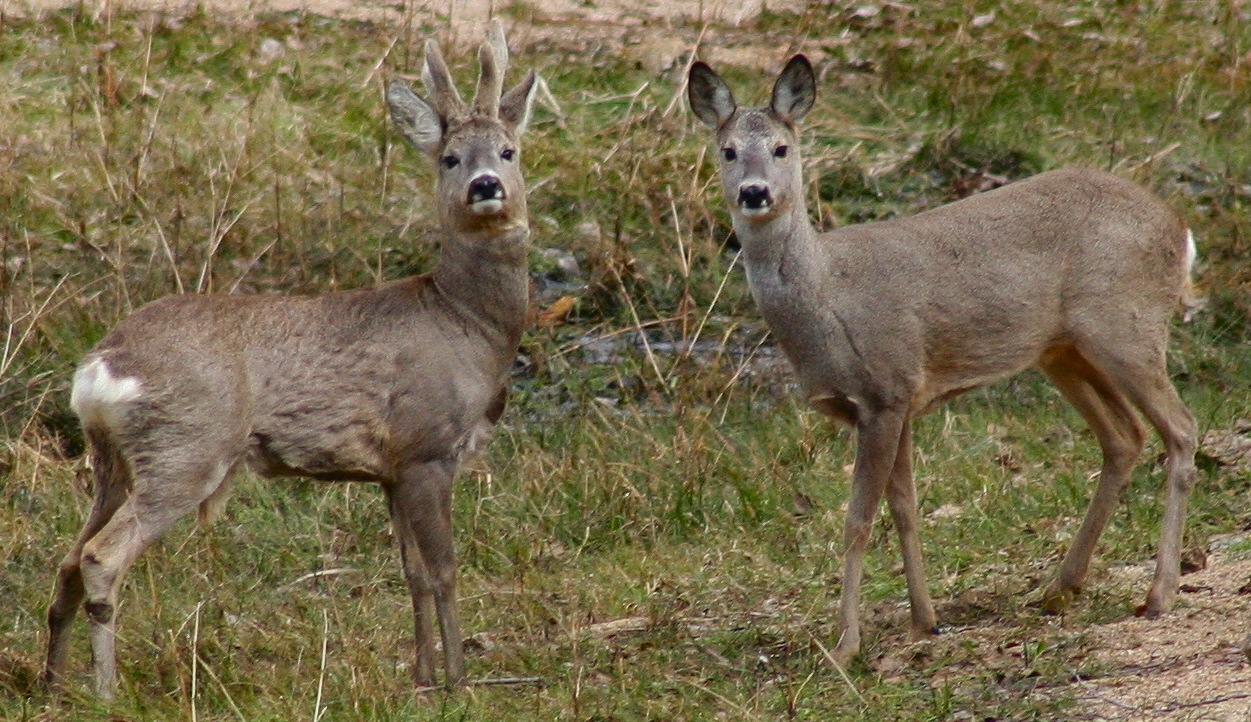
Sarna europejska

Cechą parzystokopytnych jest obecność dwóch wyraźnie większych palców (trzeci i czwarty) zakończonych racicami. Są zwierzętami głównie roślinożernymi, rzadziej wszystkożernymi. Mają żołądek jedno- lub wielokomorowy.
- Rodzina: Hippopotamidae (hippopotamuses)
  - Rodzaj: Hippopotamus
    - Hipopotam nilowy Hippopotamus amphibius EX
- Rodzina: Cervidae (jeleniowate)
  - Podrodzina: Cervinae (jelenie)
    - Rodzaj: Dama
      - Daniel mezopotamski Dama mesopotamica EN

  - Podrodzina: Capreolinae
    - Rodzaj: Capreolus
      - Sarna europejska Capreolus capreolus LC/DD
- Rodzina: Bovidae (bydło, antylopy, owce, kozy)
  - Podrodzina: Antilopinae (antylopy)
    - Rodzaj: Gazella (gazela)
      - Gazela pustynna Gazella dorcas VU
      - Gazela górska Gazella gazella VU

  - Podrodzina: Caprinae (koziorożce)
    - Rodzaj: Capra (koziorożec)
      - Koziorożec nubijski Capra nubiana EN

    - Rodzaj: Ovis (owca)
      - Mouflon Ovis orientalis orientalis VU

  - Podrodzina: Hippotraginae
    - Rodzaj: Oryx (oryks)
      - Oryks arabski Oryx leucoryx EX
- Rodzina: Suidae (świniowate)
  - Rodzaj: Sus (świnia)
    - Dzik euroazjatycki Sus scrofa LC